# Filosseno Luzzatto
 (août 2024).
Si vous disposez d'ouvrages ou d'articles de référence ou si vous connaissez des sites web de qualité traitant du thème abordé ici, merci de compléter l'article en donnant les références utiles à sa vérifiabilité et en les liant à la section « Notes et références ».
Filosseno Luzzatto (en hébreu: אוהב גר לוצאטו), né à Trieste ou à Padoue le 10 juillet 1829 et mort à Padoue le 25 janvier 1854, est un philologue italien.

## Biographie
Issu d’une famille juive de Padoue, naquit en cette ville en 1829. Il fit ses études sous la direction de son père, professeur de l’école rabbinique de Padoue, et s’appliqua surtout à l’étude des langues orientales pour lesquelles il manifesta des dispositions très-précoces. Il étudia l’hébreu, le guèze, le sanskrit, le persan et l’arabe. Il se fit connaître par des Études sur les inscriptions assyriennes de Persépolis, Hamadan, Van et Khorsbad, in-8°, Padoue, 1850, publiées en français, et dans lesquelles il soutint que les inscriptions cunéiformes assyriennes n’appartiennent pas à une langue sémitique. Venu à Paris en 1852 pour compléter ses recherches, il fut reçu associé de la Société des antiquaires de France, dans les Mémoires de laquelle il a publié Notice sur quelques inscriptions hébraïques du XIIIe siècle découvertes à Paris (t. 22, 3e série, t. 2). Il a aussi fourni aux Archives israélites de Samuel Cahen un travail sur la Bible éthiopienne. De retour dans sa patrie en 1853, mais atteint d’une affection dont il avait pris le germe en France, il fut enlevé après une maladie de plus d’une année, en 1854.

## Œuvres
- L'Asia Antica, Occidentale e Media (Milan, 1847) ;
- Sulla inscrizione cuneiforme persiana di Behistun, in Giornale dell'Istituto Lombardo (ib. 1848) ;
- Le Sanscritisme de la Langue Assyrienne (Padoue, 1849) ;
- Études sur les inscriptions assyriennes de Persépolis, Hamadan, Van, et Khorsabad (ib. 1850) ;
- Notice sur Abou Jousouf Hasdai ibn Shaprout (ib. 1852) ;
- Mémoire sur les Juifs d’Abyssinie ou Falashas (Archives israélites de France, Paris 1851–4).

## Sources
- « Luzzatto (Philoxène) », dans Louis-Gabriel Michaud, Biographie universelle ancienne et moderne : histoire par ordre alphabétique de la vie publique et privée de tous les hommes avec la collaboration de plus de 300 savants et littérateurs français ou étrangers, 2e édition, 1843-1865 [détail de l’édition]